# オーバーナイト・インデックス・スワップ
オーバーナイト・インデックス・スワップ（英: Overnight Indexed Swap、略してOIS）や翌日物金利スワップ（よくじつものきんりスワップ）は、固定金利とその期間中の日次の変動金利を交換する金利スワップを指す。スワップ期間はオーバーナイトではない。オーバーナイトレートは、あくまでも参照レートである。OISは、固定金利を、スワップの期間中複利計算された日次参照金利（オーバーナイト金利）の幾何平均と交換する。 日次複利金利の参照値は、オーバーナイト金利（日本では無担保コール翌日物）であり、正確な平均の計算式は、参照金利の種別により異なる。
インデックス金利は通常、無担保または有担保のインターバンクオーバーナイト貸付金利である。たとえば、米ドルであれば、フェデラル・ファンド金利やSOFR 、ユーロであれば、€STR （元EONIA ）、スターリング・ポンドの場合はSONIAを用いる。 OISの固定金利は、カウンターパーティリスクが限定されているため、通常、対応するインターバンク金利（LIBOR）よりもリスクが低い金利であるとされる。
LIBOR-OISスプレッドとは、 LIBORとOISの金利差のことを指す。 この2つの金利間のスプレッドは、銀行システムの健全性の尺度とみなされている。短期金融市場におけるリスクと流動性を測る重要な指標であり 、元米連邦準備制度理事会（FRB)のアラン・グリーンスパン議長などの多くの人間が、短期金融市場における相対的なストレスを表す強力な指標であると考えている。スプレッドが高まると（LIBORが高い場合）、通常、大手銀行による貸付意欲が低下していると解釈され、スプレッドが小さくなると、市場の流動性が高まっていると解釈される。このように、本スプレッドを用いると、他の金融機関の信用力を銀行がどう見ているか、貸付にどれほどの資金が回っているかを見ることができる。
LIBOR-OISスプレッドは、長い間、約10ベーシスポイント（bps）で推移してきた。しかし、 2007年から2010年まで続いた金融危機の真っ只中で、スプレッドは2008年10月に過去最高の364ベーシスポイント（3.64%）まで急上昇し、深刻な信用収縮が起こっていること示した。それ以降、スプレッドは不規則ながら大幅に減少し、2009年1月中旬に100ベーシスポイントを切り、2009年9月までに10〜15ベーシスポイントに戻った。

## リスクのバロメーター
3か月LIBORは変動金利であり、貸し付ける銀行が借り入れる銀行に対してどの程度のリスクを見積もるか次第で変動する。 OISはオーバーナイト金利から派生したスワップであるが、オーバーナイト金利は通常、各国の中央銀行によって固定されている。 OISにより、LIBORベースの銀行は同じ期間中固定金利で借りることができるようになる。米国では、スプレッドはLIBORユーロドル金利と連邦準備制度のフェデラル・ファンド金利に依拠している。日本国内では、LIBORユーロ円金利と無担保コール翌日物に依拠する。
LIBORでは、貸付銀行が借入銀行に現金を貸し付けるという意味でリスクが存在し、OISは、両カウンターパーティが変動金利を固定金利に交換するだけであるため、安定している。したがって、LIBORとOIS間のスプレッドは、借入銀行がデフォルトする可能性を表す。流動性リスクプレミアムとは対照的に、カウンターパーティの信用リスクプレミアムを反映している。ただし、資金調達期間の不一致を考えると、流動性リスクへの懸念も反映しているといえる。

## 歴史的水準
米国では、LIBOR-OIS間のスプレッドは、一般的に約10bps程度で推移する。金融市場がリスク環境の高まりを価格の反映させ始めた2007年8月初旬にスプレッドが約50 bps急上昇し、この傾向は急激に変化した。数ヶ月以内に、イングランド銀行は破綻の瀬戸際にあったノーザンロックを救済することを迫られた。危機が深刻化する中、スプレッドは歴史的に高い水準を維持した。
市場が改善するにつれ、スプレッドは低下し、2009年10月の時点で再び10 bpsに落ち着いたが、 PIIGS諸国の債務危機が欧州の銀行の脅威となり、再び上昇する引き金となった。スプレッドは2018年2月まで10から50bpsまで変化した。 2018年3月の時点で、スプレッドは再び50bps以上のレベルにある。
流動性は金融政策当局によって過剰供給されているが、LIBOR-OISスプレッドはストレスの指標というわけではない。